# الحصاد الثاني شمال فلوريدا
الحصاد الثاني شمال فلوريدا هي منظمة غير ربحية مُعفاة من نظام الضرائب الأمريكية تقع في مدينة جاكسونفيل التابعة لولاية فلوريدا. تهتم المنظمة بعمليات إنقاذ الطعام؛ ويعني ذلك التقاط الأطعمة الصالحة للأكل من المطاعم ومحلات البقالة والأسواق الإنتاجية ومرافق الطعام وتوزيعها على برامج مساعدات شريكة ضمن ربع مقاطعات ولاية فوريدا ال67. لا تزال تتابع المنظمة عملها بعد مرور 30 عامًا على بدايتها.

## التاريخ
بدأت المنظمة الأصلية عملها في عام 1979 كبرنامج غذائي تابع لمنظمة الخدمات الاجتماعية لوثيران في شمال شرق فلوريدا، ولا زالت تدُار حتى الآن من قبل مجلس إدارة المنظمة. اتسع البرنامج ليصبح بمثابة بنك للغذاء بعد سنتين، واستمر بالنمو. اضمت المنظمة إلى منظمة حصاد أمريكا عام 1948 كعضو معتمد.
أصدر الكونغرس الأمريكي عام 1996 قانون بيل إمرسون للأعمال الخيرية، والذي يهدف إلى إخلاء المسؤولية عن الأشخاص الذين يتبرعون بالغذاء أو يوزعون الطعام في حالة تأثر الشخص المقابل باستهلاكه، شريطة أن تمارس العناية بعملية توزيع الطعام. سمح هذا القانون للشركات الكبيرة بالتبرع بطعامها الصالح للاستهلاك والذي كان سيرمونه في الحالة العامة، موفرين بذلك مصدر غذاء بملايين الكميات من الأطعمة. خلا لالسنوات الخمسة الأخيرة، زادت كميات الأغذية الموزعة من 7.6 مليون رطل عام 2008 إلى 10.3 مليون عام 2009 ثم إلى 19 مليون في 2010 ثم 20 مليون في 2011 و24 مليون رطل تم توزيعه في عام 2012. تتوقع منظمة «فيدينغ أمريكا» إلى أنها ستحتاج 40 مليون رطل من الطعام لتلبية احتياجات العملاء.

## مهامها
يوجد ضمن المناطق التي تخمدمها منظمة الحصاد الثاني ما يقارب نحو 342000 شخص يعاني من انعدام الأمن الغذائي، من بينهم طفل من كل أربعة أطفال. يُجمع الطعام من 200 كحل بقالة في المنطة الحضرية لمدينة جاكسونفيل، ومن المستودعات الغذائية، مستخدمين أسطول مؤلف من 13 شاحنة منها للتبريد ومنها لا. يُقدم حوالي 100000 رطل من الطعام يوميًا في مخزن تبلغ مساحته 33000 قدم مربع في شارع جيسي. ويُعاد توزيع الطعام الطازج خلال 24 ساعة من جمعه وأحيانًا في نفس اليوم.
توزع منظمة الحصاد الثاني مختلف أنواع العناصر الغذائية لأكثر من 450 وكالة إغاثة في 17 مقاطعة من أصل 67 مقاطعة في فلوريدا. تُرسل شاحنات محملة بالطعام إلى منشآت شريكة في كل من غينزفيل وليك سيتي وسانت أوغسطين لإرسالها لاحقًا إلى المقاطعات البعيدة. تستلم وكالات جاكسونفيل الصغيرة الطعام المخصص لها بشكل مباشر من مستودع شارع جيسي، في حين يتم إرسال الطعام إلى العملاء الكثر. بلغ عدد المنظات غير الربحية التي تخدمها منظمة الحصاد الثاني 450 منظمة من بينها وزارات وكنائس وعيادات طبية ومراكز لمساعدة كبار السن وبرامج صيفية للأطفال وملاجئ لإيواء المشردين.

## جمع الطعام
يتم التبرع بالمواد الغذائية التي لن يبيعها تجار التجزئة بسبب عيب في المظهر؛ كأن تكون العلبة متضررة أو اسم العلامة التجارية ممحي أو لكونها منتهية الصلاحية. يشمل مقدمو الخدمات الرئيسية شركات مثل «كوناجرا فودز» وشركات البيع بالتجزئة مثل «بي جيز» وسلسلة متاجر ببليكس وتارجيت ووولمارت ووين ديكسي وسيف ألوت. بلغت قيمة الطعام المتبرع به والموزع في عام 2012 ما يزيد عن 22 مليون دولار.

### جاغوارز
في عام 1995، وخلال سنتهم الافتتاحية، اختار فريق دوري كرة القدم الأمريكية «جاكسونفيل جاغوراز» منظمة الحصاد الثاني كجمعيتهم الخيرية المفضلة، وتعاون الفريق مع سلسلة المحال التجارية وين ديكسي لتمويل حملة توزيع للطعامم خلال شهرة أكتوبر كل عام من ذلك الحين. يسمح للمشجعين باحضار الطعام المعلّب معهم من أجل التبرع به لمنظمة الحصاد الثاني. في عام 2010، موّلت شركة حساء كامبيل مباراة تنافسية بين 32 فريق كرة قدم أمريكي بهدف الترويج لمنتجهم الجديد «تشنكي سوب»، بالإضافة إلى إفادة مخازن الغذاء المحلية التابعة لكل مدينة. وصل إلى منظمة الحصاد الثاني 13000 علبة من الحساء بعد فوز فريق جاغوارز في مباريات كرة القدم الأمريكية.

### مكتب البريد
تعد منظمة الصاد الثاني من ضمن المستفيدين من حملة القضاء على الجوع التي تُعقد في شهر مايو من كل عام منذ بءها على المستوى الوطني عام 1993. يجمع أعضاء كل من جمعيتي سعاة البريد وسعاة البريد ضمن المناطقي الريفية الأغذية غير التالفة خلال جولتهم التوصيلية يوم السبت. جمع المشروع أكثر من مليار رطل من الطعام على المستوى الوطني في السنوات العشرين الأولى من بدء الحدث.

### الكشافة
تبرعت فرقة فتيات كشافة الولايات المتحدة الأمريكية ب1200 علبة حلوى لصالح منظمة الحصاد الثاني في شهر مايو/أيار عام 2013. كانت تلك العلب متبقية بعد الحدث السنوي الذي بعن فيه ما يقارب نحو 1.2 مليون صندوق في شمال فلوريدا. كما يقيم الكشافة الصبية في أمريكا حملة طعام سنوية تحت اسم «الكشفية للأغذية» والتي تستفيد مها مخازن الطعام المحلية.

## جمع التبرعات
نظرًا لحصول المنظمة على كافة احتياجاتها من المواد الغذائية دون تكلفة تذكر، تستخدم الحصاد الثاني التبرعات لتغطية تكاليف العمل الذي يتضمن بمعظمه تكلفة التوزيع. كل دولار يتم التبرع به للمنظمة قادر على تامين 7 وجبات لشخص محتاج. يعتمد مخزن الطعام على التبرعات التي يقدمها الأفراد والمؤسسات، إضافة إلى 3 حملات تقام في كل عام من أجل رفع الوعي وجمع مبالغ مالية إضافية.

### الأواني الفارغة
«الأواني الفارغة» مشروع دولي لمكافحة الجوع، يتم استخدام هذا المصطلح من قبل المنظمات على المستوى المحلي. يقيم المشروع حفل غداء في كل عام من أجل جمع التبرعات، وتم عقده لأول مرة عام 1985. يعقد الحفل في منتصف شهر نوفمبر/تشرين الثاني قبل عيد الشكر، ويمثل بداية موسم أعياد الميلاد. تُصنع الأواني الرمزية باليد من قبل طلاب المدارس في حصص الفنون والمجموعات المدنية في مراكز النشاطات، لذلك لا يوجد هنالك طبقان متماثلان. تختلف الأواني من حيث الحجم والشكل واللون والنوعية. يحق لكل حامل تذكرة اختيار وعاء كتذكار يذكرهم بمشكلة الجوع. عادة ما يجمع الحفل حضور الآلاف من الأشخاص، لذلك يقام الحدث في مركز برايم إف أوزبورن الثالث للمؤتمرات. سيتلقى الحاضرون وجبة من الحساء والخبز الذي يقدمه لهم مشاهير محليون، وتتم المزايدة على البضائع في مزاد صامت، ويتم الترفيه من قبل أشخاص محليين ذوي مواهب ومن مجموعات المدرسة. تساعد الشركات في وصول الدعم والمساعدة إلى مبلغ 100000 دولار.

### معركة الطعام
يقام حدث معركة الطعام في مدينة جاكسونفيل كل سنة خلال شهر يونيو/حزيران منذ عام 1989 من أجل مساعدة الحصاد الثاني. يتبرع أكثر من 60 مطعمًا وموزًعًا للطعام بالمكونات والوقت لإعداد المأكولات والمشروبات المميزة لنحو 1200 ضيف قام كل كل منهم بالتبرع بما لا يقل عن 60 دولارًا للحصول على تذكرة دخول. تم جمع ما يقارب 90000 دولار في مهرجان الطهي الذي أقيم في ناري تاتس داون في ملعب إيفربانك فيلد. تجاوز المبلغ المجموع منذ عام 1989 المليون دولار.